# Nymphorgerius cypria
Nymphorgerius cypria är en insektsart som först beskrevs av Lindberg 1949.  Nymphorgerius cypria ingår i släktet Nymphorgerius och familjen Dictyopharidae. Inga underarter finns listade i Catalogue of Life.